# ماوگوژاتا تئودورسکا
ماوگوژاتا تئودورسکا (لهستانی: Małgorzata Teodorska؛ زادهٔ ۸ فوریه ۱۹۸۱) بازیگر و مدل اهل لهستان است.
از فیلم‌ها یا مجموعه‌های تلویزیونی که وی در آن‌ها نقش داشته‌است، می‌توان به ع چون عشق و خانه کشیش اشاره نمود.